# Fallotaspidoidea
A Fallotaspidoidea a háromkaréjú ősrákok (Trilobita) osztályához és a Redlichiida rendjéhez tartozó öregcsalád.

## Rendszerezés
Az öregcsaládba az alábbi családok tartoznak:
- Archaeaspididae
- Fallotaspididae
- Judomiidae
- Neltneriidae
- Nevadiidae